# Bronx
Pour les articles homonymes, voir Bronx (homonymie).
Le Bronx (en anglais : The Bronx, [ðə bɹɒŋks]) est l'un des cinq arrondissements (en anglais : borough) de la ville de New York, les quatre autres étant Manhattan, Brooklyn, Queens et Staten Island. Situé au nord de la ville, il coïncide avec le comté du Bronx (en anglais : Bronx County ; établi en 1914), découpage administratif de l’État de New York, bien que ce dernier ne fonctionne pas comme un comté à proprement parler. En effet, il n'a aucun pouvoir et dépend entièrement de l'autorité municipale.
En 2020, sa population était de 1 472 654 habitants. Depuis la fin des années 1990, le Bronx est de plus en plus dynamique et la violence qui le caractérisait auparavant chute fortement. Le Bronx est également connu pour être le berceau de la culture hip-hop.

## Histoire
Son nom provient de Jonas Bronck, un émigrant suédois qui fut le premier à coloniser cette zone au XVIIe siècle. Le territoire était autrefois désigné sous le nom de Rananchqua par les Autochtones Siwanoy, puis les colons le nommèrent Broncksland ou Bronck’s farm, ce qui donna finalement The Bronx. Le nom de l'arrondissement est toujours accompagné de l'article défini, tandis que le nom du comté est seulement Bronx.[réf. nécessaire]
À l'origine, le terrain est peuplé par les Siwanoy, une tribu autochtone de la confédération Wappinger, qui y fonde plusieurs villages.
Le premier habitant d'origine européenne fut ensuite un quaker venu de la Barbade à l'époque où New York est encore hollandaise, le colonel Lewis Morris. Le territoire du Bronx appartenait à l’origine au comté de Westchester et comportait quatre villes : Westchester, Yonkers, Eastchester et Pelham. Au XIXe siècle, le quartier accueille des immigrants protestants, catholiques (irlandais et italiens) et une communauté noire issue d'Haïti et d'Afrique de l'Ouest. En 1846, une nouvelle ville, West Farms, a été créée en se détachant de Westchester. D’autres subdivisions sont apparues : Morrisiana en 1855 (issue de West Farms) et Kingsbridge en 1873 (issue de Yonkers).
En 1874, la partie ouest de l’actuel Bronx (Kingsbridge, West Farms et Morrisania) fut transférée vers le comté de New York, suivie en 1895 de Westchester et de certains quartiers de Eastchester et Pelham, puis de City Island en 1896. La première ligne de métro est installée en 1904. Après l’annexion par la ville de New York, ces quartiers provenant du comté de Westchester se regroupèrent en 1914 pour former le comté de Bronx.

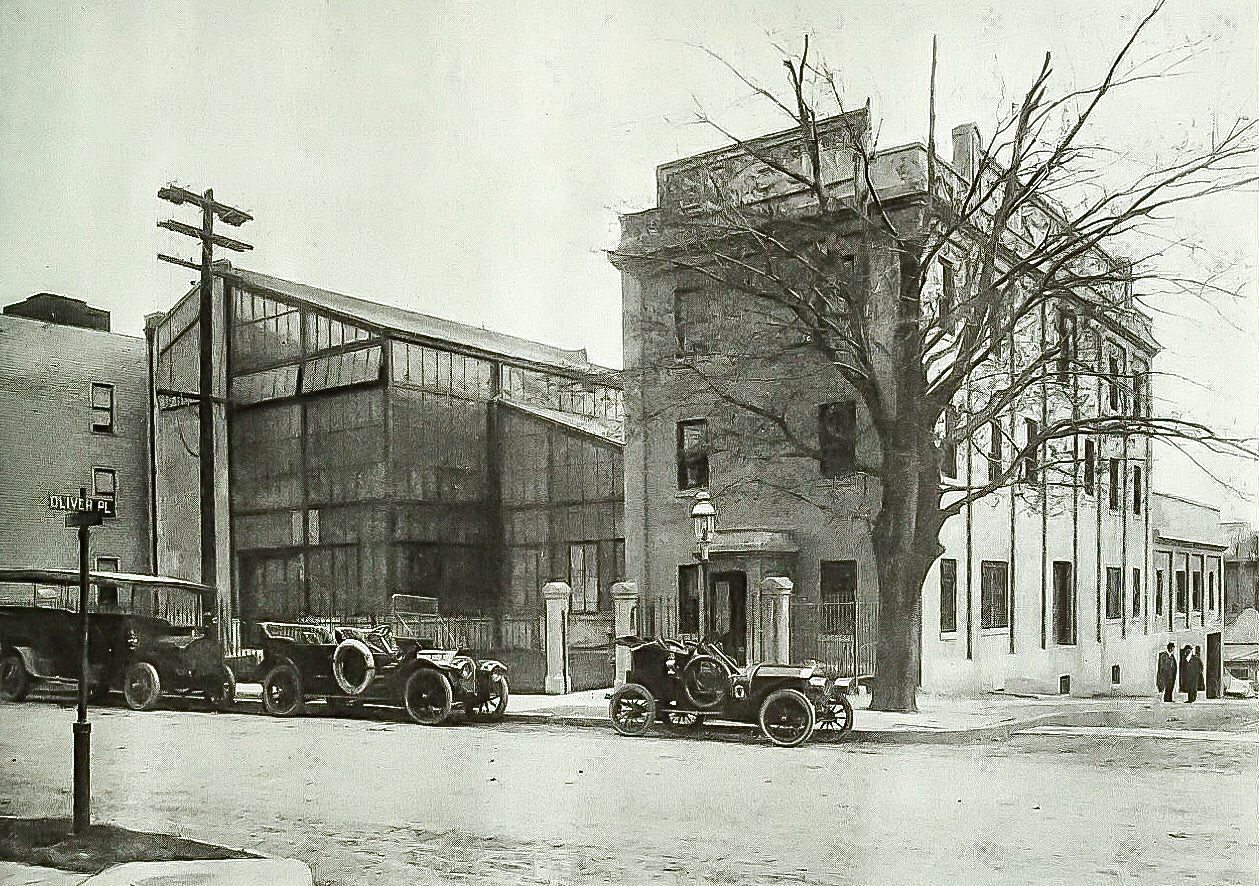
Edison Studio dans le Bronx, 1911.

Les années 1920 voient la construction du Yankee Stadium.
Après la Seconde Guerre mondiale, la rénovation de plusieurs quartiers insalubres de Manhattan (slum clearance) provoque un afflux de populations, majoritairement des Porto-Ricains et des Afro-Américains.
Dans les années 1970, on témoigne de graves incendies dans le Bronx : des quartiers entiers sont complètement rasés. Ces feux sont souvent allumés par des propriétaires voulant profiter de l'assurance incendie ou préparer le terrain de la gentrification ; sans soutien de la mairie et avec la fermeture de plusieurs casernes de pompiers locales, les incendies s'étendent rapidement. Des habitants du quartier s'organisent pour reconstruire la ville.

## Géographie
Le Bronx est l'arrondissement le plus au nord de la ville de New York, et le seul à être situé sur le continent, étant donné que Manhattan et Staten Island sont des îles à part entière et que Brooklyn et Queens occupent une partie de Long Island.
À part le fait qu'il partage des frontières terrestres avec le comté de Westchester au nord, étant ainsi limitrophe des villes de Yonkers, Mount Vernon et New Rochelle, le Bronx est bordé d'étendues d'eau sur ses autres limites lui donnant l'aspect d'une presqu'île. Ainsi on trouve :
- à l'ouest, l'Hudson ;
- au sud-ouest, la Harlem River ;
- au sud-est, l'East River ;
- à l'est, le Long Island Sound.

Il inclut également plusieurs petites îles, dans l’East River et le Long Island Sound. Sa superficie surface totale est de 149 km2, dont 109 km2 de terres émergées et 40 km2 d’eau. Le Bronx est le seul arrondissement de New York à posséder une rivière d’eau douce : la Bronx River. Bien qu'il soit le troisième comté le plus dense du pays après Manhattan et Brooklyn, environ un quart de sa superficie terrestre est occupé par des parcs, soit 28 km2, dont, au nord, les plus grands de New York : Pelham Bay Park et Van Cortlandt Park, tandis que sur la rive occidentale de la Bronx River, le cimetière de Woodlawn, est l'un des plus vastes cimetières de la ville.
La plupart des rues du Bronx sont numérotées, mais à la différence de Brooklyn et de Queens, le système du Bronx prolonge celui de Manhattan. Ainsi, la numérotation des rues commence à 132, la partie ouest de cette rue étant située à Manhattan ; les deux arrondissements partagent ainsi les numéros de rues 132 à 220.
Le Bronx est desservi par plusieurs lignes de métro, pour la plupart aériennes.
Le coût du logement est beaucoup moins élevé qu’à Manhattan mais on trouve également des quartiers cossus, notamment Riverdale et Country Club Estate.

## Démographie
Composition ethno-raciale en 2010, :
- Blancs non hispaniques (10,9 %)
- Hispaniques et Latinos (49,4 %)
- Asiatiques (3,4 %)
- Noirs (30,1 %)
- Métis (5,3 %)
- Autres (0,8 %)

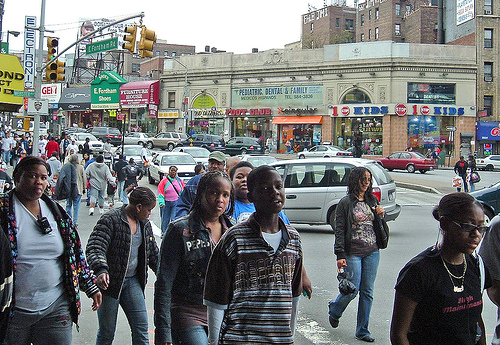
Scène de rue dans le Bronx (2008).

Lors du recensement de 2010, il y avait 1 385 108 habitants dans le Bronx. La population était composée de 53,5% d'Hispaniques, de 30,1% d'Afro-Américains, de 10,9% de Blancs et de 3,4% d'Asiatiques, le reste ayant d'autres origines. 30% de la population du Bronx a moins de 18 ans.
| Groupe ethnique | 1990   | 2000   | 2010   |
| --------------- | ------ | ------ | ------ |
| Hispaniques     | 43,5 % | 48,4 % | 53,5 % |
| Noirs           | 30,7 % | 31,2 % | 30,1 % |
| Blancs          | 22,6 % | 14,5 % | 10,9 % |
| Asiatiques      | 2,6 %  | 2,9 %  | 3,4 %  |
| Autres          | 0,6 %  | 3,0 %  | 2,1 %  |

| Langues            | Bronx   | New York | États-Unis |
| ------------------ | ------- | -------- | ---------- |
| Espagnol           | 47,16 % | 24,56 %  | 13,05 %    |
| Anglais            | 41,74 % | 50,96 %  | 78,95 %    |
| Langues africaines | 3,49 %  | 1,07 %   | 0,33 %     |
| Français           | 1,09 %  | 1,11 %   | 0,43 %     |
| Italien            | 0,72 %  | 1,00 %   | 0,22 %     |
| Chinois            | 0,49 %  | 5,92 %   | 1,05 %     |
| Arabe              | 0,43 %  | 0,80 %   | 0,35 %     |
| Créole français    | 0,36 %  | 1,41 %   | 0,27 %     |
| Tagalog            | 0,35 %  | 0,64 %   | 0,56 %     |
| Autres             | 4,17 %  | 12,53 %  | 4,79 %     |

| Indicateur                             | Bronx    | États-Unis |
| -------------------------------------- | -------- | ---------- |
| Personnes de moins de 5 ans            | 7,2 %    | 6,1 %      |
| Personnes de moins de 18 ans           | 24,9 %   | 22,6 %     |
| Personnes de plus de 65 ans            | 12,3 %   | 15,6 %     |
| Femmes                                 | 52,8 %   | 50,8 %     |
| Personnes par foyer                    | 2,84     | 2,64       |
| Vétérans                               | 1,9 %    | 8,0 %      |
| Personnes nées étrangères à l'étranger | 34,9 %   | 13,2 %     |
| Personnes sans assurance maladie       | 9,4 %    | 10,2 %     |
| Personnes avec un handicap             | 10,3 %   | 8,6 %      |
| Revenus annuels                        | 18 896 $ | 29 829 $   |
| Personnes sous le seuil de pauvreté    | 28,6 %   | 12,3 %     |
| Diplômés de l'école secondaire         | 71,2 %   | 87,0 %     |
| Diplômés de l'université               | 19,2 %   | 30,3 %     |

## Administration
Le Bronx est l'un des cinq arrondissements (Borough) de la ville de New York. L'administration municipale de New York est divisée en branches exécutive et législative. Le maire de New York (Mayor of New York) est le chef du pouvoir exécutif tandis que le conseil municipal de New York (New York City Council) représente le pouvoir législatif.
Chacun des cinq arrondissements qui compose la ville est représenté par un Borough President. Il s'agit d'un poste représentatif aux pouvoirs très limités, qui consiste essentiellement à conseiller le maire à propos du budget et des problèmes relatifs à un arrondissement en particulier.
Le Borough President actuel du Bronx est Vanessa Gibson, une démocrate élue en 2021.

## Tourisme et centres d'intérêt

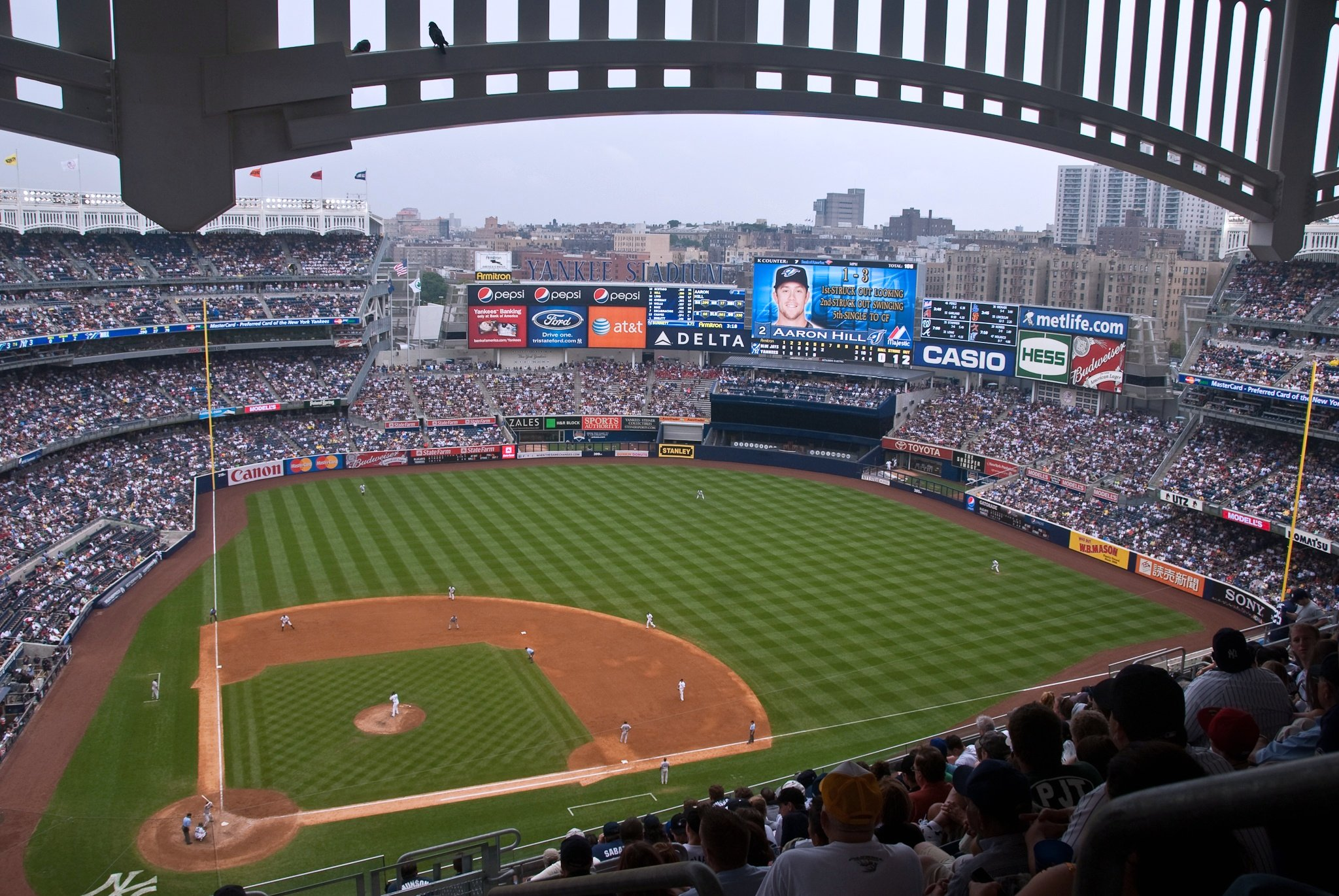
Le Yankee Stadium.

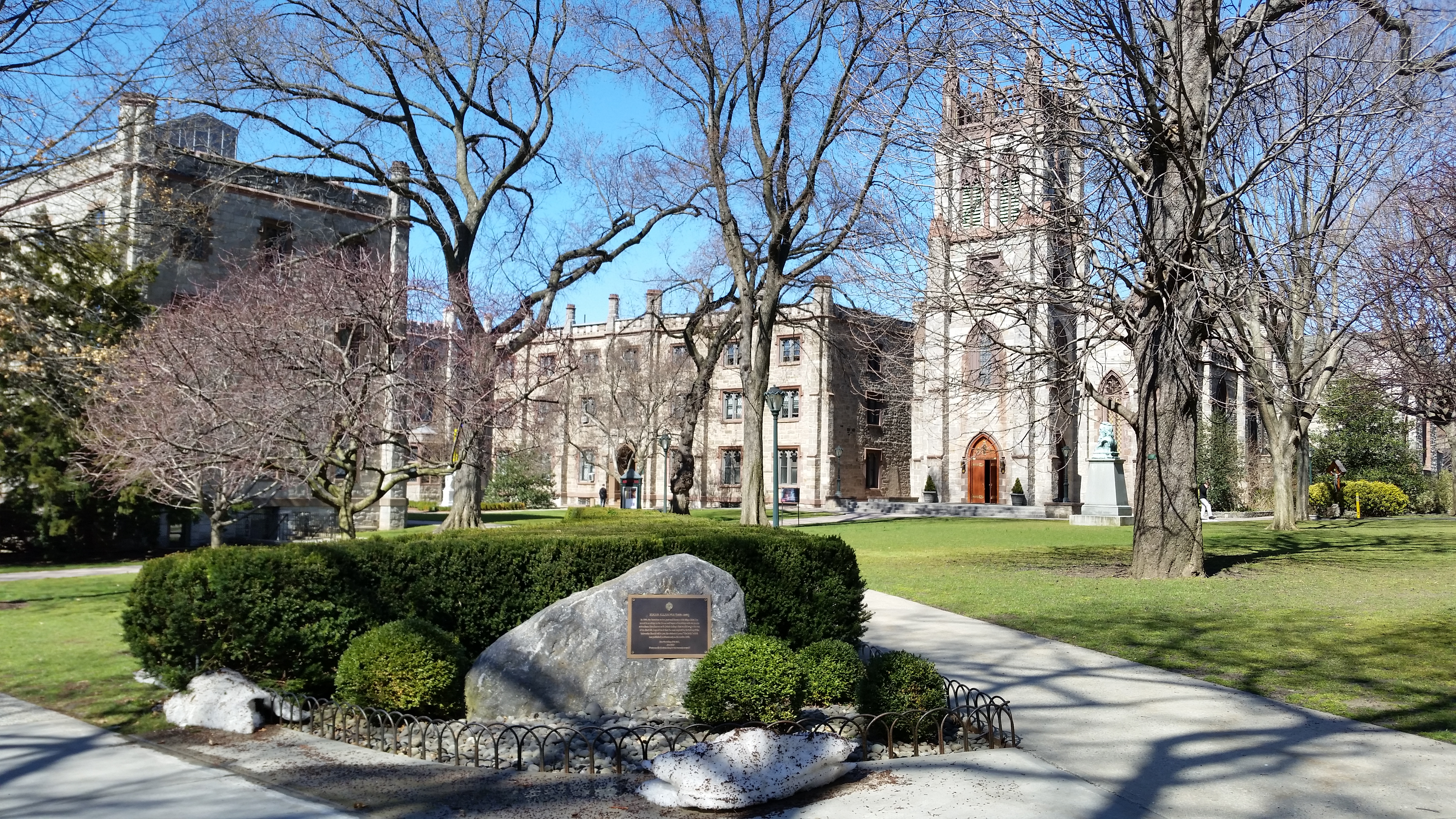
Bâtiments de l'université Fordham.

L'activité touristique dans le quartier du Bronx bénéfice de nombreuses attractions et d'une volonté globale, dans la métropole de New York, à l'image d'expériences menées dans différents pays du tourisme durable et du slow tourisme, de faire mieux connaitre aux visiteurs des quartiers méconnus, le Bronx mais aussi Brooklyn, au delà des "quartiers traditionnels que les touristes connaissent comme Time Square ou celui de la statue de la Liberté". Parmi les principaux centres d'intérêt :
- Le Yankee Stadium, où jouait l’équipe de baseball des Yankees de New York.
- Le zoo du Bronx, ouvert en 1899.
- Le Hall of Fame for Great Americans, premier mémorial du genre.
- Le jardin botanique de Wave Hill.
- Le jardin botanique de New York, créé en 1891, possède 48 jardins et collections de plantes (roseraie, conifères, jardin japonais, herbarium, etc.), ainsi qu’une bibliothèque de 50 000 ouvrages. On y trouve une zone préservée de la forêt originelle qui recouvrait l’ensemble de New York avant l’arrivée des premiers colons au XVIIe siècle.
- Un quartier italien, autour d'Arthur Avenue.
- L’Université Fordham, « grande école » catholique privée, créée par la Compagnie de Jésus (jésuites) en 1841. La chapelle de l'université est un monument classé et abrite l'ancien autel de la cathédrale Saint Patrick. Les vitraux furent offerts par Louis-Philippe Ier, roi des Français.
- le Riverdale Monument, commémorant les anciens combattants de la Première Guerre mondiale des quartiers de Riverdale, Spuyten Duyvil et Kingsbridge.

Le Bronx est également le berceau de la musique Hip-hop.

## Dans la culture populaire

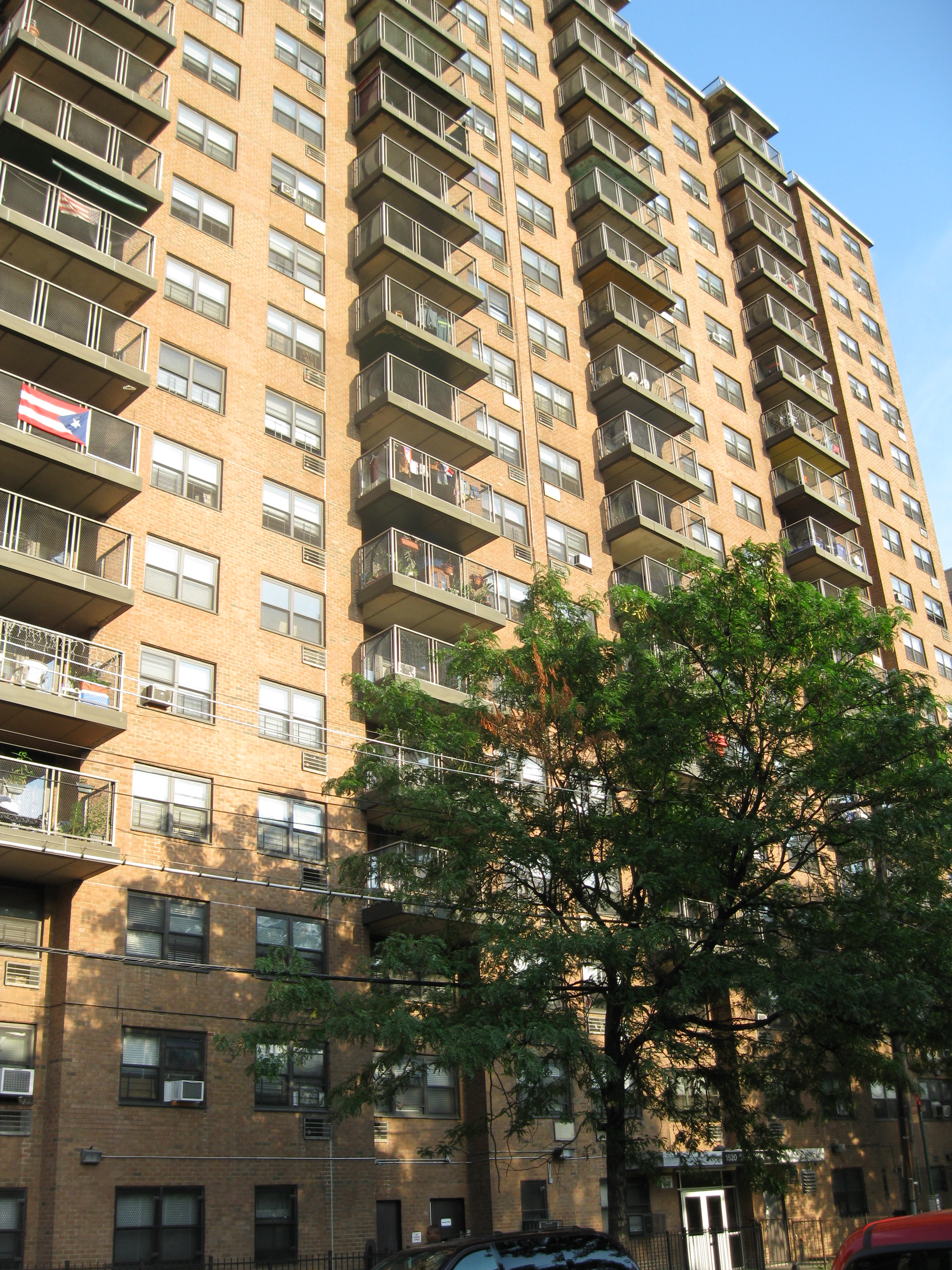
1520 Sedgwick Avenue, Bronx, berceau du hip-hop.

### Expression
- En langage populaire en France, « le Bronx » désigne une situation hors de contrôle (synonyme : souk, foutoir)[14].

### Dans la littérature
- Le Bûcher des vanités (The Bonfire of the Vanities) de Tom Wolfe. (1987) ;
- Bronx amer: Treize nouvelles, Mercure de France, coll. « Bibliothèque étrangère », 2014 ((en) Bitter Bronx: Thirteen Stories, 2015), trad. Marc Chénetier.

### Dans la Bande dessinée
- Les Tortues Ninja vivent dans les égouts du Bronx.
- Foot 2 rue L'Équipe des Diablesses du Bronx
- Dropsie avenue, tome 3 de La trilogie du Bronx par Will Eisner, roman graphique.

### Au cinéma
- Fort Apache: The Bronx (Le Policeman en français) (1981), narrant la vie de policiers dans le Bronx ;
- Wild Style, qui raconte les débuts de la culture hip-hop en 1982 ;
- Beat Street, qui raconte l'histoire de jeunes du Bronx dans l'univers hip-hop en 1984 ;
- Le Bûcher des vanités, film de Brian De Palma adapté du roman de Tom Wolfe en 1990 ;
- Il était une fois le Bronx, le premier film de Robert De Niro en tant que réalisateur, sorti en 1993 ;
- Jackie Chan dans le Bronx (1995), narrant l'arrivée d'un asiatique dans le Bronx.
- Finding Forrester, film de Gus Van Sant (2001) qui raconte l'ascension d'un adolescent issu du Bronx ;
- The We and the I de Michel Gondry (2012) : trajet en bus avec des jeunes lycéens du Bronx.
- Des vampires dans le Bronx (2020), racontant le combat de trois jeunes contre des vampires.

### À la télévision
- The Get Down qui raconte l'émergence du hip-hop dans le Bronx à la fin des années 1970.

### Dans les jeux vidéo
- Grand Theft Auto IV  et Grand Theft Auto: Chinatown Wars  sous le nom de Bohan.
- Punch-Out!!, série de jeux vidéo de boxe où le héros Little Mac est originaire du Bronx.
- Le quartier est présent dans Driver: Parallel Lines.